# 소시민 (영화)
"소시민"은 2017년에 개봉한 대한민국의 영화이다.

## 캐스팅
- 한성천 : 구재필 역
- 황보라 : 구재숙 역
- 김상균 : 덕진 역
- 홍이주 : 명은 역
- 이설구 : 강 팀장 역
- 이재구 : 지구대장 역
- 호효훈 : 박 순경 역
- 이영석 : 재필 부 역
- 강신철 : 강석 역
- 이진한 : 이 순경 역
- 김윤영 : 현주 역
- 김경룡 : 장로 역
- 김미경 : 장모 역
- 이민영 : 여권사 역
- 유상흘 : 고위간부 역
- 강보경 : 구수인 역
- 권영숙 : 재필 모 역
- 이채용 : 곰탱이 1 역
- 백성욱 : 곰탱이 2 역
- 최원준 : 곰탱이 3 역
- 성주원 : 형사 1 역
- 이동욱 : 형사 2 역
- 이한 : 형사 3 역
- 유성훈 : 순경 1 역
- 이재우 : 순경 2 역
- 하호동 : 순경 3 역
- 한창민 : 순경 4 역
- 배문수 : 의사 역
- 김선희 : 현주동생 역
- 이신호 : 응급대원 역
- 이재환 : 응급대원 역
- 김경미 : 편의점알바 역
- 박재훈 : 여관남 역 (특별출연)
- 안연홍 : 여관여 역 (특별출연)
- 이바울 : 신무배달부 역 (특별출연)